# Tecktonik
Tecktonik, ibland förkortat tck, är en urban dansstil som har sitt ursprung på Paris gator och torg, och klubbar som Metropolis i Paris, sedan början på 2000-talet. Stilen är en blandning av hiphop- och techno-stilarna, med vissa inslag av cyberpunk. Musiken man dansar till är ofta hardstyle eller electrohouse. Dansen har fått spridning över Europa främst i nordafrika som Marocko ännu främst genom videodelningssajter som Youtube.